# Кусачка
Кусачка (Pittasoma) — рід горобцеподібних птахів родини гусеницеїдових (Conopophagidae). Містить 2 види.

## Поширення
Рід поширений вздовж тихоокеанського узбережжя Америки від Коста-Рики до Еквадору.

## Опис
Це дрібні птахи, завдовжки 16—19 см. Тіло пухке з великою витягнутою головою, коротким сплющеним дзьобом, короткими і закругленими крилами, квадратним куцим хвостом та міцними ногами. Верхня частина тіла коричневого кольору, голова коричнева або чорна, черево та груди рябі (білі з чорними крапками). У Pittasoma rufopileatum від основи дзьоба через око вздовж шиї простягається чітка чорна смуга.

## Спосіб життя
Мешкають у тропічних вологих дощових лісах. Трапляються поодинці. Активні вдень. Живляться комахами та іншими дрібними безхребетними. Утворюють моногамні пари.

## Види
- Рід Кусачка (Pittasoma)
  - Кусачка чорноголова (Pittasoma michleri)
  - Кусачка рудоголова (Pittasoma rufopileatum)